# Towarzystwo Kredytowe Ziemskie w Królestwie Polskim

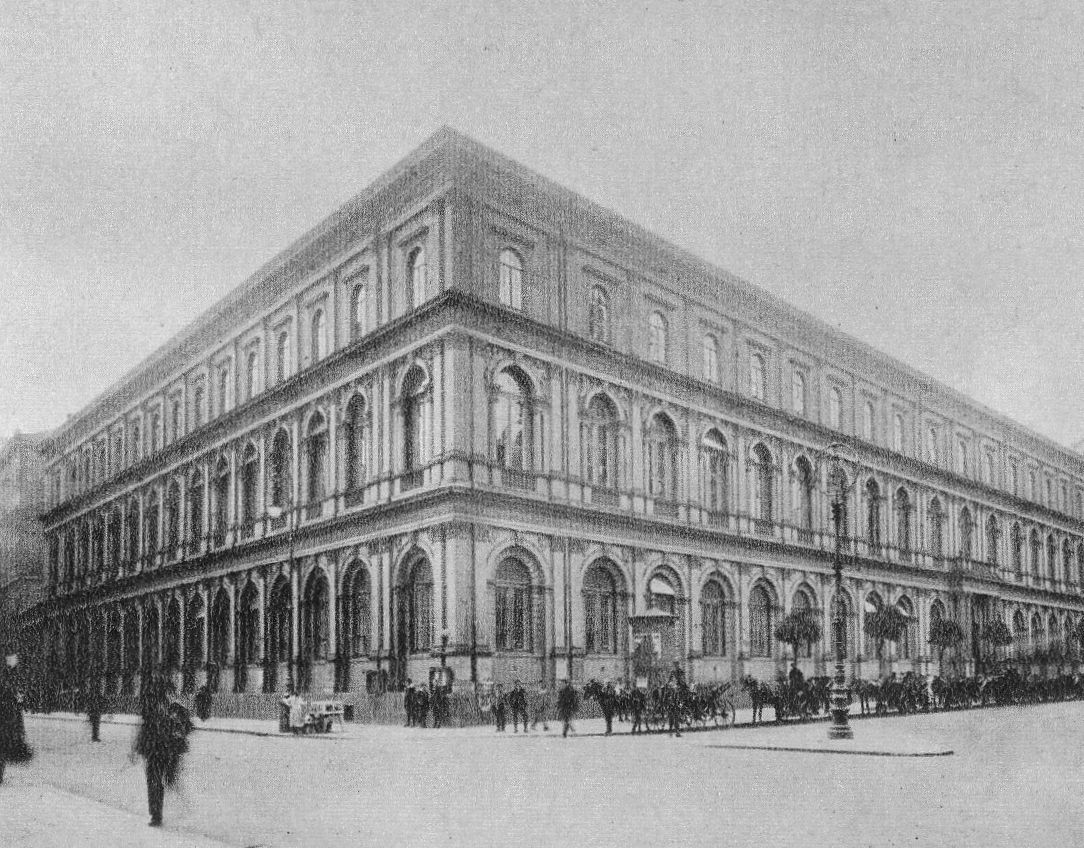
Gmach Towarzystwa przy ul. Kredytowej 1 w Warszawie, obecnie siedziba Państwowego Muzeum Etnograficznego

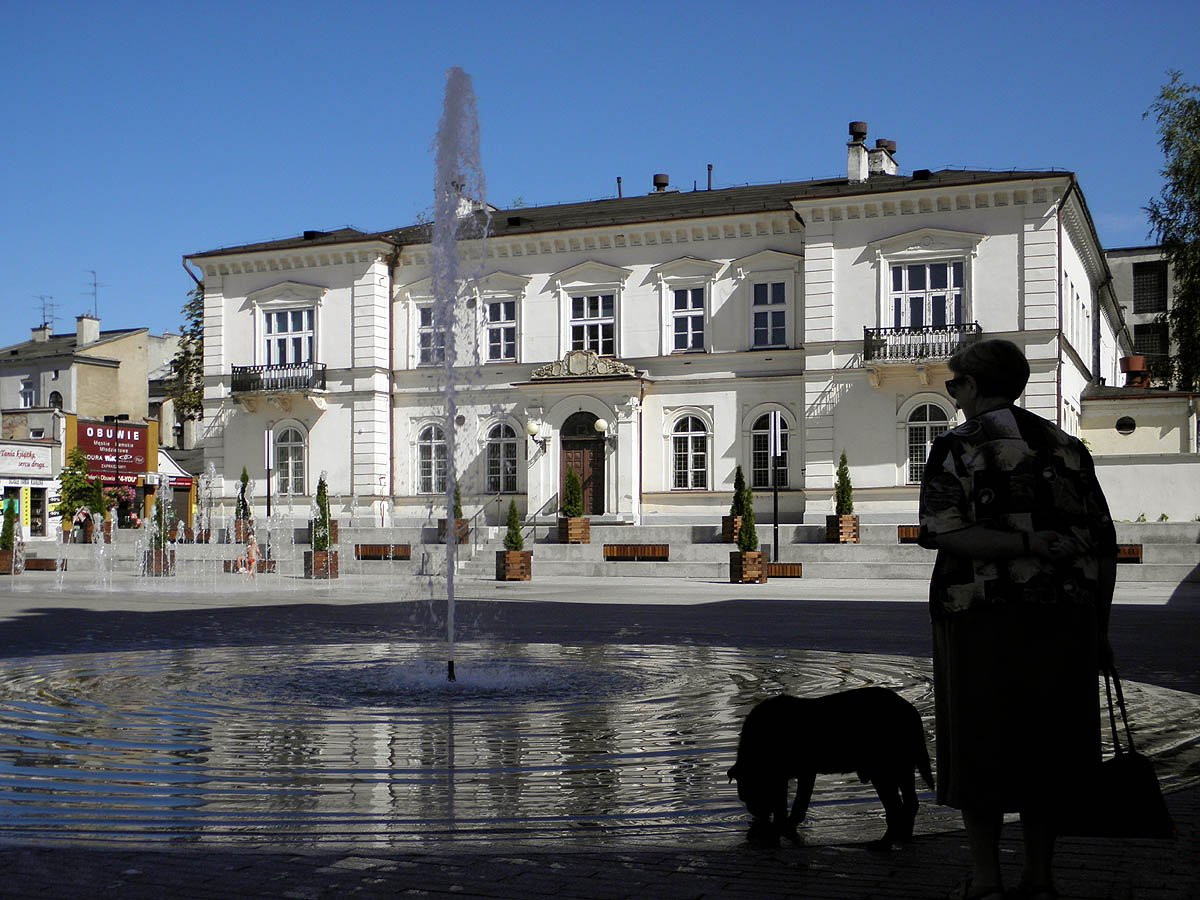
Budynek dyrekcji szczegółowej Towarzystwa w Radomiu

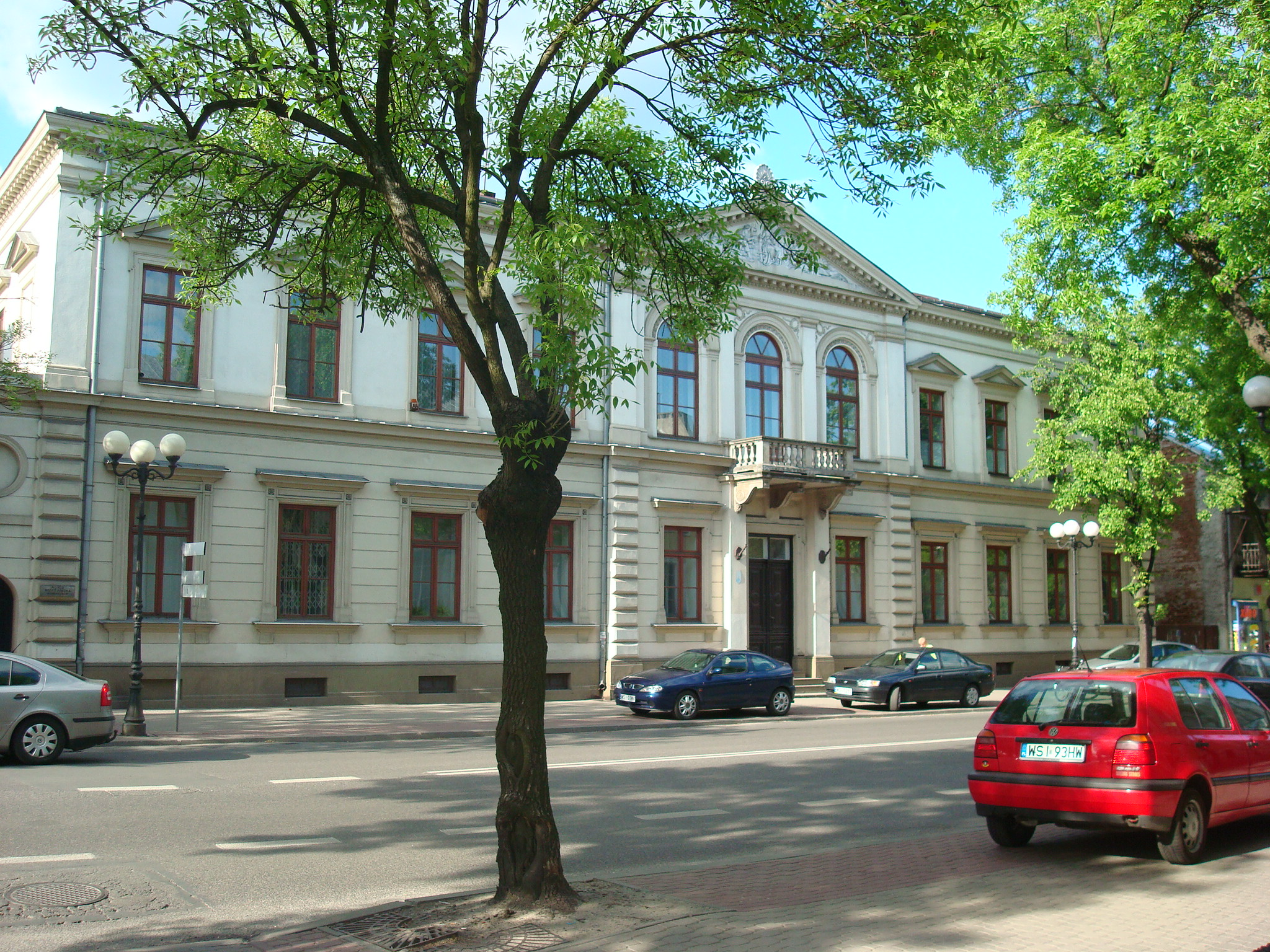
Budynek dyrekcji szczegółowej Towarzystwa w Siedlcach

Towarzystwo Kredytowe Ziemskie w Królestwie Polskim – pierwsza polska instytucja bankowa, stowarzyszenie właścicieli ziemskich Królestwa Polskiego z siedzibą w Warszawie założone w 1825 z inicjatywy Franciszka Ksawerego Druckiego Lubeckiego.
Celem działalności Towarzystwa było udzielanie kredytów długoterminowych. Wspierało ono polskich właścicieli ziemskich.

## Opis
Gmach Towarzystwa w Warszawie według projektu Henryka Marconiego i Józefa Góreckiego wzniesiono w latach 1856–1858 przy ul. Kredytowej 1. Dyrekcje szczegółowe TKZ mieściły się w Kaliszu, Lublinie, Płocku, Radomiu, Siedlcach i Suwałkach.
Do Towarzystwa przystąpić mogli właściciele dóbr opłacający powyżej 100 zł podatku. Drobna szlachta i chłopi byli wykluczeni. Do Towarzystwa przystąpił rząd z częścią dóbr narodowych.
Towarzystwo pomagało oddłużyć, ale także zmodernizować majątki ziemskie. Listami zastawnymi Towarzystwo spłacało długi hipoteczne majątków: oprocentowanie wynosiło 4%, do spłaty w ciągu 28 lat razem z odsetkami. Powołując Towarzystwo Kredytowe Ziemskie, nakazano również uregulowanie hipotek. Listy zastawne Towarzystwa trafiły na giełdę berlińską, co w późniejszym okresie spowodowało wykupywanie majątków przez spekulantów.
Komisja Przychodów i Skarbu przystąpiła do Towarzystwa z częścią dóbr narodowych i poduchownych. Wskazano 184 dobra, które miano obciążyć pożyczką Towarzystwa.
Po utworzeniu Towarzystwa Kredytowego Ziemskiego obowiązkiem duchowieństwa było zgłaszanie swych dłużników do Towarzystwa, które listami zastawnymi z fundacyjnych kapitałów spłacało długi hipoteczne majątków. Przy zakładaniu hipotek plebani byli obowiązani zgłaszać swe udokumentowane roszczenia do majątków, jak też po powstaniu w stosunku do majątków podlegających kasacie za udział w nim.
Towarzystwo faktycznie działało do 1944 r. Formalnie zlikwidowano je w 1950 roku decyzją Ministra Finansów.